# Collège Jean-Macé
Pour les articles homonymes, voir Jean Macé (homonymie).
Le collège Jean-Macé était l'un des collèges publics lillois, installé face au parc Jean-Baptiste-Lebas, dans un bâtiment de brique et pierre construit au début du XXe siècle.
Il porte le nom de l'enseignant, journaliste et homme politique français Jean Macé.
Il n'est plus utilisé comme collège depuis 2008. Actuellement à l'abandon, il pourrait accueillir tout ou une partie des collections du Muséum d'histoire naturelle de Lille,.

## Histoire

### L'école supérieure de jeunes filles
La politique de développement de l'enseignement féminin laïc chère au maire lillois Géry Legrand à la fin du XIXe siècle amène en 1890 à la construction de l'école supérieure de jeunes filles, dont les travaux de construction sont confiés à Alfred Mongy. L'établissement  abrite 15 000 m² de locaux.

### Le collège
Par la suite, l'établissement devient un collège mixte.
En 2002-2003 le collège Jean-Macé nécessite de gros travaux de rénovation (qui coûteraient aussi cher qu'une reconstruction). Le Conseil général, propriétaire des lieux, propose alors dans le cadre de la nouvelle carte scolaire de fermer Jean-Macé pour construire deux établissements plus modernes (le premier sera installé à Moulins, porte d'Arras, et l'autre à Wazemmes, incluant des normes de haute qualité environnementale).
Avant son déplacement, selon l'Académie, ce collège était sans internat, avec demi-pension, situé dans le Canton : Lille-sud (95 établissements), dans le secteur scolaire : Lille-sud (36 établissements), dépendant du Centre d'information et d'orientation (CIO) de Lille Solférino (qui a la charge de 23 établissements), et inscrit dans la circonscription d'ien : Ien Lille1-est (47 établissements), le groupement comptable : Lg Fenelon (8 établissements), dans le Réseau d'éducation prioritaire : Rep De Lille Mace (11 établissements) et une zone d'éducation prioritaire dite Zep De Lille Jean Mace (10 établissements).
Depuis 2008 les locaux sont inoccupés. Géré jusque-là par le Conseil général du Nord, le bâtiment repasse à la charge de la mairie de Lille.

## Et après?
Une étude de faisabilité a été lancée récemment pour examiner la possibilité d'installer le Musée d'histoire naturelle de Lille dans les locaux inoccupés . 14 000 m² de l'ancien collège pourrait permettre d'exposer les collections permanentes et temporaires du musée dont l'actuel bâtiment pourrait alors « accueillir les archives municipales, elles aussi à la recherche de place ». Selon un des scénarios envisagés « Les grandes salles du collège seraient réservées à l'exposition, tandis que les classes serviraient au stockage des fonds (...) La mairie pourrait même en profiter pour réunir dans le musée d'Histoire naturelle les gigantesques fonds photographiques de la ville. ».
La ville de Lille a décidé en décembre 2016 de vendre l’ancien collège.
Le bâtiment n’est pas protégé au titre des Monuments historiques mais il est à l’inventaire du patrimoine architectural et paysager de Lille. L’architecte en chef des Bâtiments de France a demandé la préservation des façades sur le boulevard Jean-Baptiste Lebas et sur la rue Gosselet.
Les élus du groupe d’opposition municipale Un autre Lille  déplorent cette mise en vente 
Le 26 Janvier 2018, le conseil municipal acte la cession de l'établissement pour 13 millions d'euros (contre une estimation de 9,6 millions par la Direction Immobilière de l'Etat) au promoteur  Projectim, associé à Loger Habitat et Oria Promotion .  L'emplacement idéal du site, en face du parc Jean-Baptiste Lebas a joué un grand rôle dans cette vente. L'ancien collège accueillera, en respectant plusieurs conditions mises par la ville,  un programme de 15 000 m² en très haute qualité environnementale avec  :
- 175 logements dont 61 locatifs sociaux dont 20 en béguinage pour des personnes âgées
- une halle avec des commerces de proximité de 1400m²
- un mini hôtel de 8 logements
- des services (galerie d'art, crèche privée, salle de sport, espace de coworking)

La livraison de l'ensemble est prévue pour la fin de 2022, la vente des logements aux particuliers a commencé en 2019.